# Radeon R600
Les Radeon 600 sont les processeurs graphiques utilisés dans la gamme des cartes graphiques DirectX 10.0 des séries HD 2000 et HD 3000, produites par ATI. Elles répondent du nom de code "PELE".

## Caractéristiques

### Radeon HD 2000
Les cartes Radeon HD 2000 sont équipées de la première génération de puces graphiques exploitant l'architecture parallèle TeraScale. C'est en réalité une architecture déjà utilisée dans la puce graphique de la Xbox 360, Xenos. La HD 2900 XT, premier modèle de cette série, combine donc l'architecture parallèle avec les capacités de l'architecture précédente des R500 (les Radeon X1900). Il est assez difficile de comparer une carte Radeon avec une carte GeForce, car même si l'architecture est identique, elle n'a pas été conçue de la même manière. Alors que Nvidia s'appuie sur une architecture unifiée dite scalaire, ATI s'appuie sur une architecture vectorielle.
Il est vrai que le nombre de processeurs de flux (stream processors) de la HD 2900 XT est bien supérieur à celui des puces G80 qui animent les GeForce 8800 : 320 unités contre 128, mais ce serait encore une erreur de comparer simplement ce nombre. En étant vectorielles, les unités de shaders (ou stream processors) sont unifiées par groupe (alors que chez les scalaires, ce n'est pas le cas). Les R600 HD 2900 qui ont 320 unités de shaders ont en fait 80 unités de shaders par groupe de 4 SIMD + 16 Shaders Processors + 5 Stream Processors, ce qui fait donc 320 unités au total réparties par groupe par 5 blocs de processeurs de flux contenant 4 SIMD de 64 unités de calcul (donc 320 pour la version haut de gamme). Malgré cette particularité, les HD 2000 ne se montrent pas aussi performantes que l'on espérait, et la GeForce 8800 GTX se montre largement supérieure, du fait peut-être que le scalaire est plus efficace sur le vectoriel, mais aussi par le nombre trop faible d'unités TMU et de ROP : seulement 16 unités comparées aux 32 TMU et 24 ROP des G80. Un autre défaut est la consommation élevée des HD 2900, dépassant les 200 watts pour la version haut de gamme, la HD 2900 XT.

### Radeon HD 3000
Les cartes Radeon HD 3000 sont issues des HD 2000, mais avec les défauts corrigés. La HD 3870 se montre meilleure que la HD 2900 XT et même à la hauteur de la 8800 GTX. Grâce aux corrections effectuées et à la gravure plus fine de la puce (55 nm), la série des HD 3000 aura 2 cartes bi-GPU : les Radeon HD 3850 X2 et HD 3870 X2, qui se montreront avec des performances plus que raisonnables, mais surtout une consommation très bien maitrisée. De plus, les HD 3000 sont également la première série de cartes graphiques à prendre en charge le PCI Express 16x 2.0. Elles prendront en charge également le version 10.1 de DirectX. Les Radeon HD 3000 sont également la première série des Radeon à prendre en charge les calculs FP64 (Double précision 64 bits).
Les Radeon HD 3800 ont un ratio de puissance entre les calculs à virgule flottante simple et double précision qui est de 1/5, c'est-à-dire que la puissance théorique de calcul en double précision est égale à 1/5 de la puissance théorique de calcul en simple précision. Ce ratio vient de l'architecture de la puce et du nombre de processeurs de flux capables d’effectuer ces opérations. Ainsi, la RV670 qui possède en tout 320 processeurs de flux a cette organisation : 64 unités sont capables d'effectuer de la double précision, tandis que les 256 restantes ne peuvent faire que de la simple précision. Bien sur, les 64 unités concernées sont également capables d'effectuer de la simple précision.
Exemple : Un programme demande d'effectuer des calculs en simple précision, les 320 processeurs de flux seront donc en activité sans problème. Un autre programme exige de la double précision, seuls 64 seront en activité.

## Cartes Radeon HD 2000
| Modèles                    | Radeon HD 2350      | Radeon HD 2400 Pro                 | Radeon HD 2400 XT   | Radeon HD 2600 Pro           | Radeon HD 2600 XT            | Radeon HD 2900 GT   | Radeon HD 2900 Pro  | Radeon HD 2900 XT   |
| -------------------------- | ------------------- | ---------------------------------- | ------------------- | ---------------------------- | ---------------------------- | ------------------- | ------------------- | ------------------- |
| Nom de code                | RV610-LE            | RV610-PRO                          | RV610-XT            | RV630-PRO                    | RV630-XT                     | R600-GT             | R600-PRO            | R600-XT             |
| Gravure                    | 65 nm               | 65 nm                              | 65 nm               | 65 nm                        | 65 nm                        | 80 nm               | 80 nm               | 80 nm               |
| Surface de la puce (mm2)   | 85                  | 85                                 | 85                  | 153                          | 153                          | 420                 | 420                 | 420                 |
| Nb. transistors (millions) | 180                 | 180                                | 180                 | 390                          | 390                          | 700                 | 700                 | 700                 |
| Mémoire (Mo)               | 256                 | 128 - 256 - 512                    | 256                 | 256 - 512                    | 256 - 512                    | 256 - 512           | 512 - 1024          | 512 - 1024          |
| Type de mémoire            | DDR2                | DDR2                               | GDDR3               | DDR2 - GDDR3                 | GDDR3 - GDDR4                | GDDR3               | GDDR4               | GDDR4               |
| Fréquence mémoire (MHz)    | 400                 | 400                                | 500                 | 500 - 700                    | 1 100                        | 800                 | 925                 | 1 000               |
| Largeur de bus (bits)      | 64                  | 64                                 | 64                  | 128                          | 128                          | 256                 | 512                 | 512                 |
| Bande passante (Go/s)      | 8,00                | 8,00                               | 8,00                | 15,60 - 21,90                | 35,20                        | 51,20               | 118,40              | 128,00              |
| Fréquence GPU (MHz)        | 625                 | 625                                | 650                 | 600                          | 800                          | 600                 | 600                 | 743                 |
| Fréquence Shaders (MHz)    | 625                 | 625                                | 650                 | 600                          | 800                          | 600                 | 600                 | 743                 |
| Nb. stream processors      | 40 (5x8)            | 40 (5x8)                           | 40 (5x8)            | 120 (5x24)                   | 120 (5x24)                   | 240 (5x48)          | 320 (5x64)          | 320 (5x64)          |
| Nb. TMU                    | 4                   | 4                                  | 4                   | 8                            | 8                            | 12                  | 16                  | 16                  |
| Nb. ROP                    | 4                   | 4                                  | 4                   | 4                            | 4                            | 12                  | 16                  | 16                  |
| Fillrate Pixels (GP/s)     | 2.1                 | 2.1                                | 2.6                 | 2.4                          | 3.2                          | 7.2                 | 9.6                 | 11.9                |
| Fillrate Textures (GT/s)   | 2.1                 | 2.1                                | 2.6                 | 4.8                          | 6.4                          | 7.2                 | 9.6                 | 11.9                |
| Calcul FP32 (GFLOPS)       | 42                  | 42                                 | 56                  | 144                          | 192                          | 288                 | 384                 | 475                 |
| Calcul FP64                | -                   | -                                  | -                   | -                            | -                            | -                   | -                   | -                   |
| Interface                  | PCI Express 16x 1.0 | PCI Express 16x 1.0 - AGP 8x - PCI | PCI-Express 16x 1.0 | PCI-Express 16x 1.0 - AGP 8x | PCI-Express 16x 1.0 - AGP 8x | PCI-Express 16x 1.0 | PCI-Express 16x 1.0 | PCI-Express 16x 1.0 |
| Connectivité               | 1xDVI - 1xHDMI      | 1xVGA - 1xDVI - 1xHDMI             | 1xDVI - 1xS-Video   | 2xDVI - 1xS-Video            | 2xDVI - 1xS-Video            | 2xDVI - 1xS-Video   | 2xDVI - 1xS-Video   | 2xDVI - 1xS-Video   |
| Version DirectX            | 10.0                | 10.0                               | 10.0                | 10.0                         | 10.0                         | 10.0                | 10.0                | 10.0                |
| Version OpenGL             | 3.3                 | 3.3                                | 3.3                 | 3.3                          | 3.3                          | 3.3                 | 3.3                 | 3.3                 |
| Version OpenCL             | 1.0                 | 1.0                                | 1.0                 | 1.0                          | 1.0                          | 1.0                 | 1.0                 | 1.0                 |
| TDP (W)                    | 20                  | 20                                 | 25                  | 35                           | 50                           | 150                 | 200                 | 215                 |
| Date de sortie             | 28 juin 2007        | 28 juin 2007                       | 28 juin 2007        | 28 juin 2007                 | 28 juin 2007                 | 6 novembre 2007     | 25 septembre 2007   | 14 mai 2007         |
| Prix actuel                | 40 euros            | -                                  | -                   | -                            | -                            | -                   | -                   | -                   |

## Cartes Radeon HD 3000
| Modèles                    | Radeon HD 3450               | Radeon HD 3470            | Radeon HD 3650               | Radeon HD 3690      | Radeon HD 3850               | Radeon HD 3870               | Radeon HD 3850 X2   | Radeon HD 3870 X2   |
| -------------------------- | ---------------------------- | ------------------------- | ---------------------------- | ------------------- | ---------------------------- | ---------------------------- | ------------------- | ------------------- |
| Nom de code                | RV620-LE                     | RV620-PRO                 | RV635-PRO                    | RV670-PRO           | RV670-PRO                    | RV670-XT                     | R600 (2xRV670-PRO)  | R680 (2xRV670-XT)   |
| Gravure                    | 55 nm                        | 55 nm                     | 55 nm                        | 55 nm               | 55 nm                        | 55 nm                        | 55 nm               | 55 nm               |
| Surface de la puce (mm2)   | 67                           | 67                        | 132                          | 192                 | 192                          | 192                          | 2x 192              | 2x 192              |
| Nb. transistors (millions) | 181                          | 181                       | 378                          | 666                 | 666                          | 666                          | 2x 666              | 2x 666              |
| Mémoire (Mo)               | 256 - 512                    | 256 - 512                 | 256 - 512                    | 256                 | 512                          | 512                          | 1024 (2 × 512)      | 1024 (2 × 512)      |
| Type de mémoire            | DDR2                         | DDR2 - GDDR3              | GDDR3                        | GDDR3               | GDDR3                        | GDDR4                        | GDDR3               | GDDR4               |
| Fréquence mémoire (MHz)    | 500                          | 950                       | 950                          | 828                 | 828                          | 1125                         | 828                 | 1125                |
| Largeur de bus (bits)      | 64                           | 64                        | 128                          | 128                 | 256                          | 256                          | 512 (2x256)         | 512 (2x256)         |
| Bande passante (Go/s)      | 8,00                         | 15,20                     | 25,60                        | 26,50               | 53,00                        | 72,00                        | 106,00              | 144,00              |
| Fréquence GPU (MHz)        | 600                          | 800                       | 725                          | 668                 | 668                          | 775                          | 668                 | 825                 |
| Fréquence Shaders (MHz)    | 600                          | 800                       | 725                          | 668                 | 668                          | 775                          | 668                 | 825                 |
| Nb. stream processors      | 40 (4x10)                    | 40 (4x10)                 | 120 (4x30)                   | 320 (4x80)          | 320 (4x80)                   | 320 (4x80)                   | 640 (2x[4x80])      | 640 (2x[4x80])      |
| Nb. TMU                    | 4                            | 4                         | 8                            | 16                  | 16                           | 16                           | 32 (2x16)           | 32 (2x16)           |
| Nb. ROP                    | 4                            | 4                         | 4                            | 16                  | 16                           | 16                           | 32 (2x16)           | 32 (2x16)           |
| Fillrate Pixels (GP/s)     | 2.4                          | 3.2                       | 2.9                          | 10.7                | 10.7                         | 12.4                         | 21.4                | 26.4                |
| Fillrate Textures (GT/s)   | 2.4                          | 3.2                       | 5.8                          | 10.7                | 10.7                         | 12.4                         | 21.4                | 26.4                |
| Calcul FP32 (GFLOPS)       | 48                           | 64                        | 174                          | 427                 | 427                          | 496                          | 855                 | 1056                |
| Calcul FP64 (GFLOPS)       | -                            | -                         | -                            | 86                  | 86                           | 99                           | 171                 | 211                 |
| Interface                  | PCI-Express 16x 2.0 - AGP 8x | PCI-Express 16x 2.0       | PCI-Express 16x 2.0 - AGP 8x | PCI-Express 16x 2.0 | PCI-Express 16x 2.0 - AGP 8x | PCI-Express 16x 2.0 - AGP 8x | PCI-Express 16x 2.0 | PCI-Express 16x 2.0 |
| Connectivité               | 1xDVI - 1xHDMI               | 1xVGA - 1xDVI - 1xS-Video | 2xDVI - 1xS-Video            | 2xDVI - 1xS-Video   | 2xDVI - 1xS-Video            | 2xDVI - 1xS-Video            | 2xDVI - 1xS-Video   | 2xDVI - 1xS-Video   |
| Version DirectX            | 10.1                         | 10.1                      | 10.1                         | 10.1                | 10.1                         | 10.1                         | 10.1                | 10.1                |
| Version OpenGL             | 3.3                          | 3.3                       | 3.3                          | 3.3                 | 3.3                          | 3.3                          | 3.3                 | 3.3                 |
| Version OpenCL             | 1.0                          | 1.0                       | 1.0                          | 1.0                 | 1.0                          | 1.0                          | 1.0                 | 1.0                 |
| TDP (W)                    | 25                           | 30                        | 65                           | 75                  | 75                           | 106                          | 140                 | 165                 |
| Date de sortie             | 23 janvier 2008              | 23 janvier 2008           | 23 janvier 2008              | 2008                | 19 novembre 2007             | 19 novembre 2007             | 4 avril 2008        | 28 janvier 2008     |
| Prix actuel                | 45 euros                     | -                         | 50 euros                     | -                   | 60 euros                     | -                            | -                   | -                   |